# Matarr Jarju
Matarr Jarju (ur. w 1957) – gambijski zapaśnik walczący w stylu wolnym. Olimpijczyk z Seulu 1988, gdzie zajął 24. miejsce w kategorii do 82 kg.

## Letnie Igrzyska Olimpijskie 1988
| Konkurencja      | Eliminacje              | Eliminacje          | Klas. końcowa |
| Konkurencja      | Przeciwnik 1            | Przeciwnik 2        | Miejsce       |
| ---------------- | ----------------------- | ------------------- | ------------- |
| 82 kg styl wolny | Daniel Iglesias (ARG) P | Atsushi Itō (JPN) P | 24.           |